# Andinsk poto
Andinsk poto (Nyctibius maculosus) är en fågel i familjen potoer.

## Utbredning och systematik
Fågeln förekommer i subtropiska eller tropiska fuktiga bergsområden, lokalt i Anderna från östra Colombia till västra Venezuela och västra Bolivia. Den behandlas som monotypisk, det vill säga att den inte delas in i några underarter.

## Status
Arten har ett relativt litet utbredningsområde. Den tros också minska i antal, dock inte tillräckligt kraftigt för att anses vara hotad. IUCN kategoriserar den som livskraftig.